# ヤマカブト
ヤマカブトは日本の競走馬。1957年秋の中山大障碍に優勝した。

## 経歴
平地での初出走は1955年4月2日の4歳新馬戦。ここは11頭立ての6着に敗れ、翌週も出走して7着という結果だった。その後4か月開いて8月の札幌開催で初勝利を挙げた。平地では1957年の1月までに計29戦して7勝を挙げたが、すべて制限競走での記録であり、オープン競走にはいちども出走していない。
当初3月16日に東京で障害入りするはずだったが、同日の競走はフレグモーネにより出走取消となり、3月31日に中山でデビュー。5月に4戦目の障碍未勝利戦に勝ち、続く30万以下と80万以下特ハンにも連勝して中山大障碍に出走した。6月30日に行われた大障碍では、当初大本命と考えられていたこの年障害9戦無敗のカツラメイジがレース9日前に事故により死亡し、4週前の東京障碍特別に勝ったヤマトヒカリも回避。その東京障碍特別で単勝1番人気ながら落馬で競走を中止した障害6戦4勝のカツプスターがふたたび1番人気となったが、大土塁で落馬。再騎乗したものの最下位で入線した。ヤマカブトは3番人気での出走だったが前週の調教中に転倒するなど万全ではなく、後方から追い込んだものの優勝したクロシオから9馬身4分の3差の4着に敗れた。
それからは夏に函館で平地を2戦して9月に中山の障碍特別で復帰。わずか3頭立ての競走だったが大差を付けレコードタイムで圧勝し、続くオープンでもコンリユウ、ダイニカツフジ、クロシオらを退けて勝ち、そのまま秋の大障碍に向かった。
大障碍の相手はその3頭に春の2着馬で3連勝中のハヤミノリと春も出走したシズカを加えて5頭だったが、ハヤミノリにしても大障碍以外は相手関係が弱く、ほかはいずれも近走不振か実績不足であり、ヤマカブトは単勝オッズ1.5倍の圧倒的1番人気に支持された。レースはシズカが逃げて2、3番手にダイニカツフジとクロシオが進み、ヤマカブトは後方からとなった。大竹柵でヤマカブトがつまづくも立て直して馬順は変わらず、その後大土塁手前からクロシオが進出してシズカに迫るが、大生垣飛越後に鞍上の永池が落馬。向こう正面でダイニカツフジも脱落してヤマカブトが2位に上がり、最終障害手前でシズカを交わして先頭に立った。同じく後方からハヤミノリが追い込んできたが、直線では逆に突き放し、9馬身の差をつけて優勝した。さらに2馬身2分の1差の3着には逃げたシズカが入り、上位3頭を牝馬が独占した。
続く東京障碍特別は中山で行われ、1番人気は負担重量がヤマカブトより3キログラム軽いクロシオに譲ったものの、レースでは2着のシズカに5馬身差で重賞連勝。その後は翌1958年の1月までにオープンや障碍特別などを6戦して3勝を挙げ、同月25日に登録を抹消して繁殖入りした。2歳年上のダイニカツフジとは2回対戦して両方勝利したが、1歳下のケニイモアとは対戦する機会はなかった。
繁殖牝馬としても成功し、1961年生まれのカブトヒカリ（父ハクリヨウ）は1966年から1968年にかけて中山大障碍で2着2回、3着1回の成績を残し、1963年生まれのカブトザン（父タリヤートス）は1967年の愛知盃に勝つなど平地で11勝を挙げた。

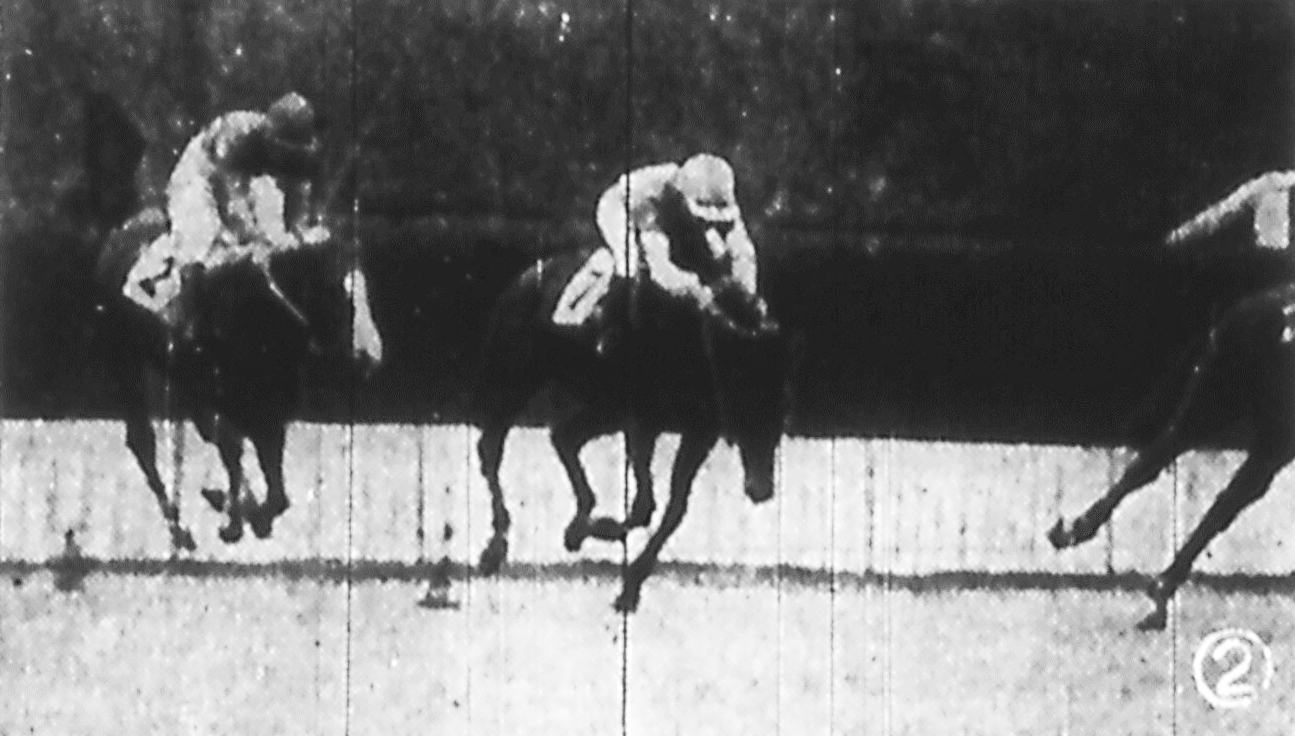
中山大障碍（秋）
大竹柵で躓くヤマカブト（中央）

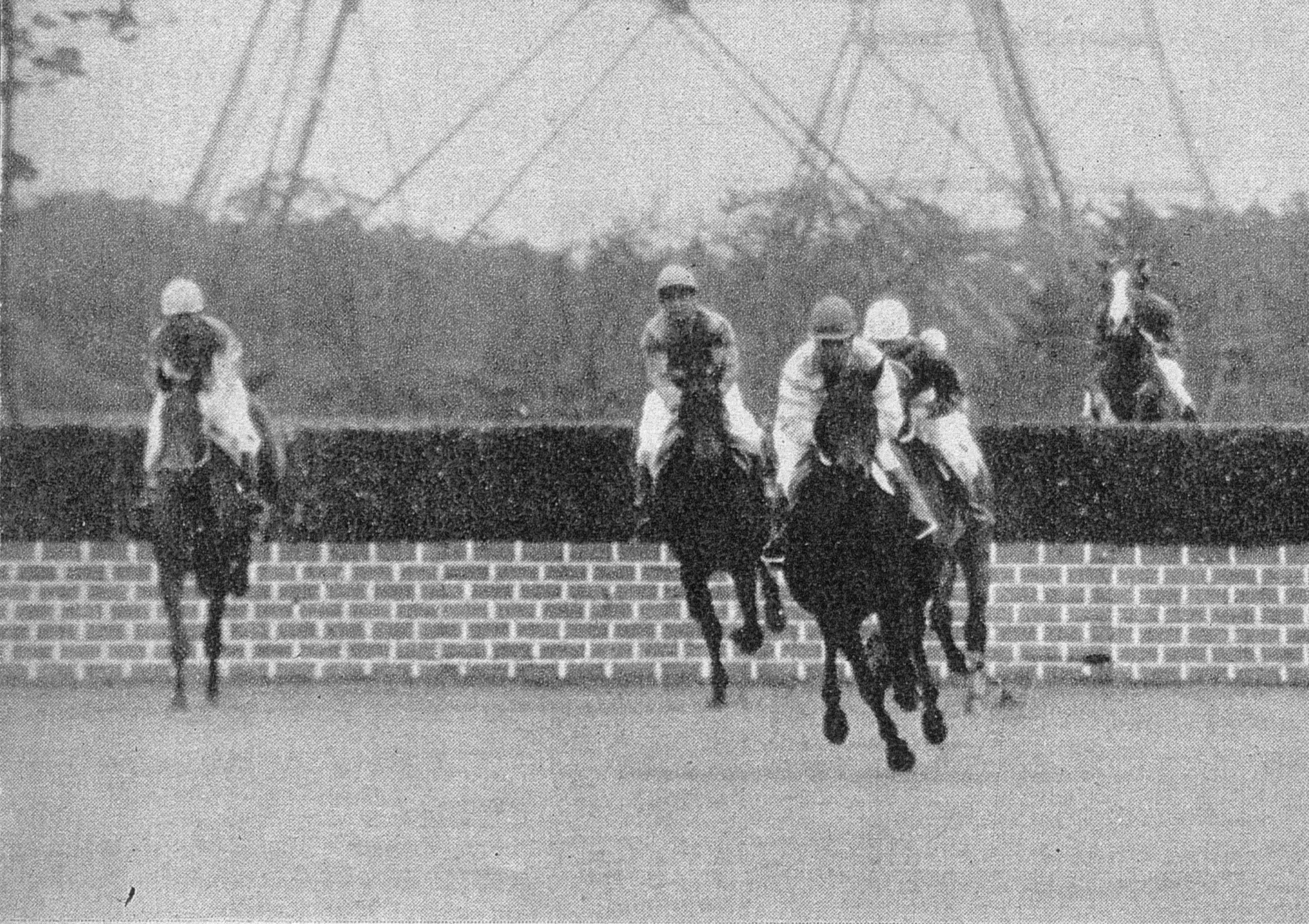
中山大障碍（秋）
左からヤマカブト、ダイニカツフジ、シズカ、その後方にクロシオ、右端はコンリユウ

## 競走成績
1957年1月以前平地29戦7勝
| 年月日 | 年月日 | 競馬場 | 競走名                   | 頭数 | 人気 | 着順 | 騎手 | 斤量 [kg] | 距離（馬場） | タイム  | 着差  | 1着馬/（2着馬） |
| 1957   | 3.31   | 中山   | サラ系障碍未出走未勝利   | 10   | 2人  | 3着  | 山岡 | 56        | 障2050（良） | 02:19.2 | 0.6   | クリノツキ      |
|        | 4.14   | 中山   | サラ系障碍未出走未勝利   | 10   | 2人  | 4着  | 山岡 | 56        | 障2050（良） | 02:19.6 | 0.6   | カオル          |
|        | 4.29   | 東京   | サラ系障碍未出走未勝利   | 7    | 1人  | 2着  | 山岡 | 56        | 障2100（良） | 02:24.8 | 0.4   | バンナーゴール  |
|        | 5.5    | 東京   | サラ系障碍未出走未勝利   | 7    | 1人  | 1着  | 山岡 | 56        | 障2100（良） | 02:25.8 | -0.6  | （タツヒロ）    |
|        | 5.26   | 東京   | サラ系障碍30万以下       | 8    | 1人  | 1着  | 山岡 | 56        | 障2100（稍） | 02:23.0 | -0.4  | （クリノツキ）  |
|        | 6.16   | 中山   | サラ系障碍特ハン80万以下 | 5    | 1人  | 1着  | 山岡 | 56        | 障2600（稍） | 02:54.4 | -0.8  | （ハヤミノリ）  |
|        | 6.30   | 中山   | 中山大障碍               | 8    | 2人  | 4着  | 山岡 | 54        | 障4100（重） | 04:53.6 | 1.6   | クロシオ        |
|        | 8.11   | 函館   | サラ系50万以下           | 5    | 2人  | 2着  | 矢倉 | 53        | 芝1600（良） | 01:42.6 | 1/2身 | アカツキ        |
|        | 8.25   | 函館   | サラ系50万以下           | 5    | 2人  | 3着  | 矢倉 | 53        | 芝1600（重） | 01:43.2 | 0.2   | アカツキ        |
|        | 9.22   | 中山   | 障碍特別                 | 3    | 2人  | 1着  | 坂本 | 57        | 障2600（良） | R2:52.0 | -2.0  | （シズカ）      |
|        | 10.6   | 中山   | サラ系障碍               | 5    | 1人  | 1着  | 坂本 | 56        | 障2600（不） | 02:57.0 | -1.2  | （コンリユウ）  |
|        | 10.20  | 中山   | 中山大障碍               | 6    | 1人  | 1着  | 坂本 | 55        | 障4100（重） | R4:46.2 | 1.4   | （ハヤミノリ）  |
|        | 11.10  | 中山   | 東京障碍特別             | 5    | 2人  | 1着  | 坂本 | 62        | 障3550（良） | 04:00.0 | -1.0  | （シズカ）      |
|        | 11.30  | 東京   | 障碍特別                 | 5    | 1人  | 2着  | 坂本 | 65        | 障2700（良） | 03:06.6 | 3/4身 | シズカ          |
|        | 12.8   | 東京   | サラ系障碍               | 5    | 1人  | 1着  | 坂本 | 59        | 障2700（良） | 03:05.4 | -1.6  | （ハグロ）      |
|        | 12.15  | 中山   | サラ系障碍               | 4    | 1人  | 1着  | 坂本 | 59        | 障2600（重） | 03:02.0 | -0.4  | （アケタエ）    |
|        | 12.28  | 中山   | 障碍特別                 | 5    | 1人  | 2着  | 坂本 | 65        | 障2600（重） | 02:56.2 | 0.6   | ニンジン        |
| 1958   | 1.5    | 中山   | サラ系障碍               | 6    | 1人  | 2着  | 坂本 | 60        | 障2600（良） | 02:54.6 | 0.2   | ニンジン        |
|        | 1.15   | 中山   | 障碍特別                 | 5    | 1人  | 1着  | 坂本 | 63        | 障2850（重） | 03:15.4 | 1/2身 | （ギンセイ）    |

- タイム欄のRはレコード勝ちを示す。

## 血統表
| ヤマカブトの血統           | ヤマカブトの血統                        | ヤマカブトの血統       | （血統表の出典）       | （血統表の出典）      |
| 父系                       | ゲインズバラ系                          | ゲインズバラ系         | ゲインズバラ系         | [ § 2 ]               |
| 父 クモハタ 1936 栗毛      | 父の父*トウルヌソル Tournesol 1922 鹿毛 | Gainsborough           | Bayardo                | Bayardo               |
| 父 クモハタ 1936 栗毛      | 父の父*トウルヌソル Tournesol 1922 鹿毛 | Gainsborough           | Rosedrop               |                       |
| 父 クモハタ 1936 栗毛      | 父の父*トウルヌソル Tournesol 1922 鹿毛 | Soliste                | Prince William         | Prince William        |
| 父 クモハタ 1936 栗毛      | 父の父*トウルヌソル Tournesol 1922 鹿毛 | Soliste                | Sees                   |                       |
| 父 クモハタ 1936 栗毛      | 父の母*星旗 Fairy Maiden 1924 栗毛      | Gnome                  | Whisk Broom            | Whisk Broom           |
| 父 クモハタ 1936 栗毛      | 父の母*星旗 Fairy Maiden 1924 栗毛      | Gnome                  | Faiery Sprite          |                       |
| 父 クモハタ 1936 栗毛      | 父の母*星旗 Fairy Maiden 1924 栗毛      | Tuscan Maiden          | Maiden Erlegh          | Maiden Erlegh         |
| 父 クモハタ 1936 栗毛      | 父の母*星旗 Fairy Maiden 1924 栗毛      | Tuscan Maiden          | Tuscan Red             |                       |
| 母 サラ系 千鳥甲 1938 鹿毛 | 母の父カブトヤマ 1930 鹿毛              | *シアンモア            | Buchan                 | Buchan                |
| 母 サラ系 千鳥甲 1938 鹿毛 | 母の父カブトヤマ 1930 鹿毛              | *シアンモア            | Orlass                 |                       |
| 母 サラ系 千鳥甲 1938 鹿毛 | 母の父カブトヤマ 1930 鹿毛              | アストラル             | *チヤペルブラムプトン  | *チヤペルブラムプトン |
| 母 サラ系 千鳥甲 1938 鹿毛 | 母の父カブトヤマ 1930 鹿毛              | アストラル             | 種義                   |                       |
| 母 サラ系 千鳥甲 1938 鹿毛 | 母の母サラ系 磯千鳥 1925 栗毛           | *ガロン                | Gallinule              | Gallinule             |
| 母 サラ系 千鳥甲 1938 鹿毛 | 母の母サラ系 磯千鳥 1925 栗毛           | *ガロン                | Flair                  |                       |
| 母 サラ系 千鳥甲 1938 鹿毛 | 母の母サラ系 磯千鳥 1925 栗毛           | サラ系 浪千鳥          | *ラシカツター          | *ラシカツター         |
| 母 サラ系 千鳥甲 1938 鹿毛 | 母の母サラ系 磯千鳥 1925 栗毛           | サラ系 浪千鳥          | サラ系 第一天の川      |                       |
| 母系(F-No.)                | 天ノ川系(FN:ntb)                        | 天ノ川系(FN:ntb)       | 天ノ川系(FN:ntb)       | [ § 3 ]               |
| 5代内の近親交配            | St. Frusquin 5×5=6.25%                  | St. Frusquin 5×5=6.25% | St. Frusquin 5×5=6.25% | [ § 4 ]               |
| 出典                       | 1. 2. 3. 4.                             | 1. 2. 3. 4.            | 1. 2. 3. 4.            | 1. 2. 3. 4.           |

父は1952年から6年連続リーディングサイアーとなったクモハタ。母は血統不詳の天ノ川から続くサラ系の千鳥甲であり、メイレキという競走馬名で1941年に中山四歳牝馬特別5着、阪神優駿牝馬3着の成績を挙げた。半兄に京都大障碍2勝のダイニカツフジ、全妹に1958年の中山大障碍を連覇したケニイモア、重賞勝ちこそないものの半兄のカクセイも障害で実績を残した障害一族で、ほかにも半姉に桜花賞、菊花賞を制した二冠馬ブラウニーがいる。